# Élections cantonales valaisannes de 2013
 (octobre 2021).
Si vous disposez d'ouvrages ou d'articles de référence ou si vous connaissez des sites web de qualité traitant du thème abordé ici, merci de compléter l'article en donnant les références utiles à sa vérifiabilité et en les liant à la section « Notes et références ».
Les élections cantonales valaisannes se sont déroulées les 3 mars 2013 et 17 mars 2013 afin de renouveler le Grand Conseil et le Conseil d'État du canton du Valais.
La participation au scrutin a atteint le pourcentage de 67,03 %. Le Parti démocrate-chrétien perd la majorité absolue au Grand-Conseil pour la première fois de son histoire. Il conserve cependant la majorité absolue au Conseil d'Etat. Le PLR, malgré le maintien de ses sièges au Grand Conseil, se voit ravir son unique siège au Conseil d'Etat par le candidat de l'UDC qui voit sa représentation parlementaire quasiment doubler. Le Parti socialiste et ses partenaires de l'Alliance de Gauche (AdG) subissent un léger recul au sein de leur représentation au Grand Conseil, mais conservent leur unique siège gouvernemental, conséquemment à la stratégie des Verts qui présentent des listes indépendantes de l'AdG dans quelques districts. Ces derniers parviennent à faire élire les deux premiers députés siégeant sous l'étiquettes « Les Verts » du canton du Valais.

## Grand Conseil
Le parlement du canton du Valais, appelé Grand Conseil, est doté d'une seul chambre, renouvelée intégralement tous les quatre ans au scrutin direct.
Le Grand Conseil est composé de 130 sièges pourvus dans des circonscriptions correspondantes aux 14 districts du Canton. Aux 130 députés qui siègent, il faut ajouter 130 députés-suppléants, élus sur des listes séparées et dont la tâche est de remplacer les députés lorsque ceux-ci ne peuvent assister aux séances du Grand Conseil, ou des commissions, à l'exception notables des trois commissions dite de "Haute surveillance", Commission de Gestion, Commission des Finances et Commission de Justice.

### Mode d'élection
Les 130 sièges sont pourvus au scrutin proportionnel. Chaque district forme une circonscription électorale. Le scrutin pour les députés et pour les députés-suppléants se déroule de la même manière.
Les listes sont dites ouvertes et les électeurs ont ainsi la possibilité de les modifier en rayant ou ajoutant des noms, d'effectuer un panachage à partir de candidats de listes différentes ou même de composer eux-mêmes leurs listes sur un bulletin vierge. Après décompte des résultats, les sièges sont répartis selon la méthode du quotient d'Hagenbach-Bischoff puis celle de la plus forte moyenne. Pour entrer dans la répartition des sièges, une liste doit dépasser le seuil électoral fixé à 8 %. Les apparentements de liste ne sont pas autorisés par la loi.
Le dépôt des listes a lieu jusqu'au 30 janvier, les numéros de listes sont attribués, par districts, selon l'ordre de dépôt des listes auprès du Préfet.

### Répartition

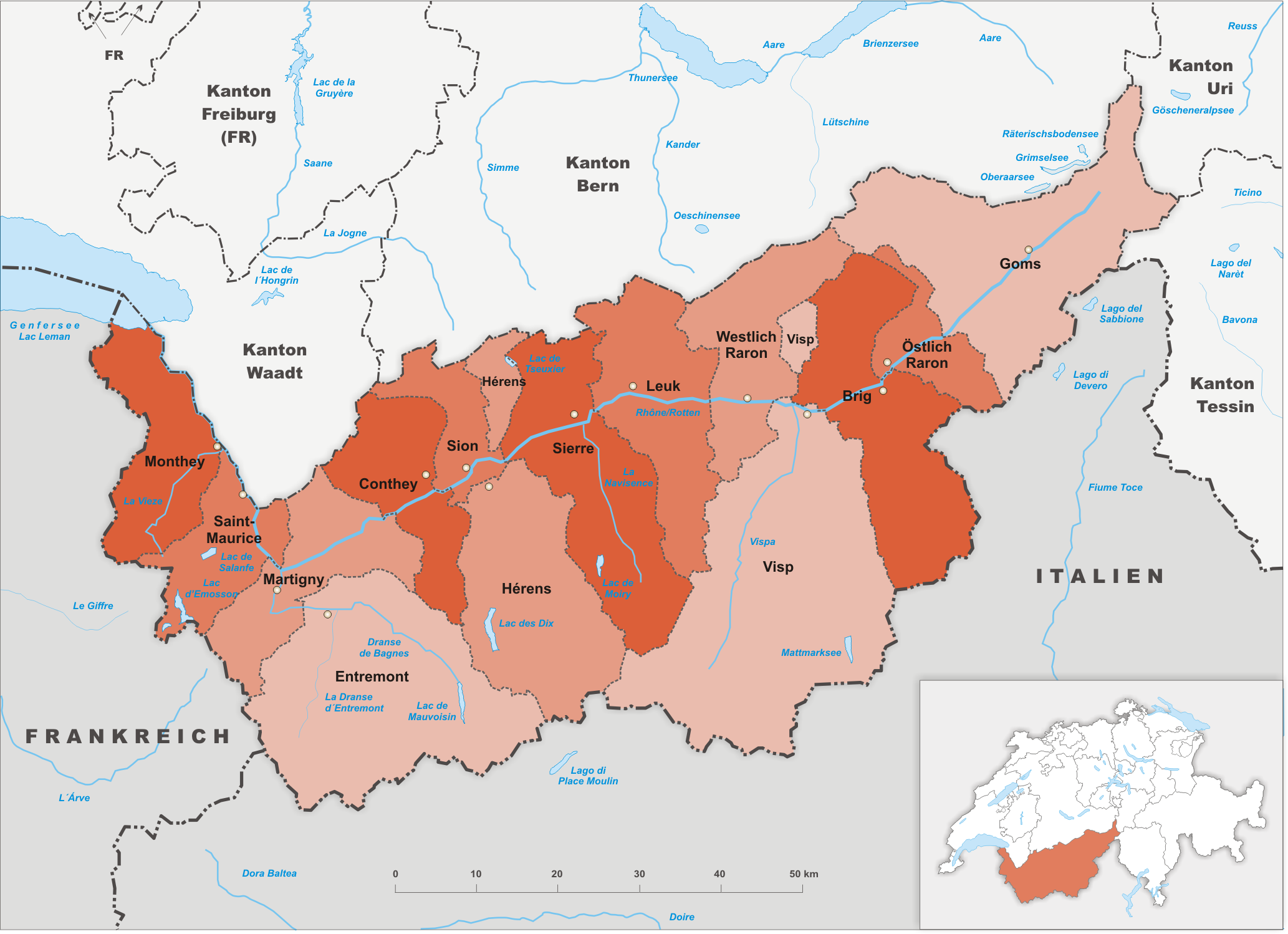
Le canton du Valais et ses districts.

Les sièges sont répartis par rapport à la population vivant dans les différents districts :
| District           | Sièges | Evolution 2009-2013 |
| Conches            | 2      |                     |
| Rarogne-oriental   | 2      |                     |
| Brigue             | 12     |                     |
| Viège              | 12     | −1                  |
| Rarogne-occidental | 4      |                     |
| Loèche             | 6      |                     |
| Sierre             | 17     | −1                  |
| Hérens             | 5      |                     |
| Sion               | 17     |                     |
| Conthey            | 10     |                     |
| Martigny           | 16     | +1                  |
| Entremont          | 6      |                     |
| St-Maurice         | 5      |                     |
| Monthey            | 16     | +1                  |
| Total              | 130    |                     |

### Résultats

#### Sièges par partis
| Parti | Parti | Sigle | Groupe                                          | Tendance politique                                       | Sièges  |
| ----- | --- | ----- | ----------------------------------------------- | -------------------------------------------------------- | ------- |
|       | Parti démocrate-chrétien                                                                                    | PDC   | - PDCB (15) - PDCC (18) - CVPO (16) - CSPO (12) | démocrate chrétien/centre droit/conservateur             | 61 (-7) |
|       | Parti libéral-radical                                                                                       | PLR   | LR                                              | libéral/radical                                          | 28 (=)  |
|       | Union démocratique du centre                                                                                | UDC   | - UDCVR (15) - SVPO (6)                         | conservateur/libéral/souverainiste                       | 21 (+9) |
|       | Parti socialiste et Alliance de Gauche - dont 9 PSVR - dont 4 SPO - dont 3 PCS - dont 1 Entremont Autrement | PSS   | AdG                                             | social-démocrate/christianisme social(PCS)/centre gauche | 18 (-4) |
|       | Parti écologiste                                                                                            | PES   | -                                               | écologiste                                               | 2 (+2)  |

#### Répartition des sièges par district
| Canton             | Total | PDCVR | PDCVR | CVPO | CVPO | CSPO | CSPO | PLR | PLR | UDCVR | UDCVR | SVPO | SVPO | PS et AdG | PS et AdG | SPO | SPO | Verts | Verts |
| ------------------ | ----- | ----- | ----- | ---- | ---- | ---- | ---- | --- | --- | ----- | ----- | ---- | ---- | --------- | --------- | --- | --- | ----- | ----- |
| Conches            | 2     |       |       | 1    |      | 1    |      |     |     |       |       |      |      |           |           |     |     |       |       |
| Rarogne-oriental   | 2     |       |       | 1    |      | 1    |      |     |     |       |       |      |      |           |           |     |     |       |       |
| Brigue             | 12    |       |       | 4    |      | 2    | −1   |     |     | 4     | +1    |      |      |           |           | 2   |     |       |       |
| Viège              | 12    |       |       | 5    |      | 4    | −1   |     |     |       |       | 2    |      |           |           | 1   |     |       |       |
| Rarogne-occidental | 4     | 2     |       | 2    |      |      |      |     |     |       |       |      |      |           |           |     |     |       |       |
| Loèche             | 6     |       |       | 3    |      | 2    |      |     |     |       |       |      |      |           |           | 1   |     |       |       |
| Sierre             | 17    | 6     | −1    |      |      |      |      | 5   |     | 3     | +1    |      |      | 3         | −1        |     |     |       |       |
| Hérens             | 5     | 2     | −1    |      |      |      |      | 1   |     | 1     | +1    |      |      | 1         |           |     |     |       |       |
| Sion               | 17    | 6     | −1    |      |      |      |      | 4   | +1  | 3     | +1    |      |      | 2         | −3        |     |     | 2     | +2    |
| Conthey            | 10    | 4     | −1    |      |      |      |      | 4   |     | 1     | +1    |      |      | 1         |           |     |     |       |       |
| Martigny           | 16    | 4     | −1    |      |      |      |      | 6   |     | 3     | +2    |      |      | 3         |           |     |     |       |       |
| Entremont          | 6     | 4     |       |      |      |      |      | 1   | -1  |       |       |      |      | 1         | +1        |     |     |       |       |
| St-Maurice         | 5     | 2     |       |      |      |      |      | 2   |     |       |       |      |      | 1         |           |     |     |       |       |
| Monthey            | 16    | 5     |       |      |      |      |      | 5   |     | 4     | +2    |      |      | 2         | -1        |     |     |       |       |
| Valais             | 130   | 33    | -5    | 16   | ±0   | 12   | -2   | 28  | ±0  | 15    | +8    | 6    | +1   | 14        | -4        | 4   | ±0  | 2     | +2    |

## Conseil d'État
Le gouvernement du Canton du Valais, appelé Conseil d'Etat, est composé de cinq membres, renouvelés intégralement tous les quatre ans au scrutin direct.

### Mode d'élection
Les 5 sièges sont pourvus au scrutin majoritaire. Le Canton forme une circonscription électorale unique.
La constitution garanti un conseiller d'Etat par région constitutionnelle (Haut-Valais / Valais Central / Bas-Valais). Les deux autres peuvent venir de n'importe quelle région du Canton. Une règle stipule également qu'il ne peut y avoir plus d'un conseiller d'Etat issu du même district.
Les listes sont dites ouvertes et les électeurs ont ainsi la possibilité de les modifier en rayant ou ajoutant des noms, d'effectuer un panachage à partir de candidats de listes différentes ou même de composer eux-mêmes leurs listes sur un bulletin vierge. Toutefois il n'est pas possible de voter pour une personne qui ne figure pas sur une des listes déposées.
Le dépôt des listes a lieu jusqu'au 30 janvier, aucun numéro ne leur est attribué et elle n'ont pas nécessairement de nom en en-tête.
Pour être élu, un candidat doit recueillir la majorité absolue des voix au premier tour. Lorsque tous les sièges n'ont pas pu être pourvu au premier tour, un deuxième tou est organisé le deuxième dimanche qui suit le premier tour. Tous les candidats ayant obtenu un nombre de voix supérieur ou égal à huit pour cent du nombre total des votants peuvent se représenter. De même, une liste ayant obtenu un nombre de voix supérieur ou égal à huit pour cent du nombre total des votants peut présenter un ou plusieurs nouveaux candidats ou remplacer un ou plusieurs candidats. Les candidatures sur une liste au deuxième tour ne peuvent pas être plus nombreuses que le nombre de sièges qu'il reste à pourvoir.

### Campagne
Sept candidats se présentent à l’élection du Conseil d'État. Quatre des cinq sortants se représentent pour une réélection.
Les trois partis présents au gouvernement à l'issue de la législature 2009-2013 présentent chacun une liste fermée, avec, pour le Parti démocrate-chrétien, les trois Conseillers d'Etat sortants, le Parti socialiste, avec le nom de sa Conseillère d'Etat sortante et le Parti Libéral-Radical avec le chef de la Police cantonale, le saviésan Christian Varone.
L'Union Démocratique du Centre et les Verts, quant à eux présentent chacun une candidature de combat avec, respectivement Oskar Freysinger et Christophe Clivaz. Le premier bénéficiant de l'élan de son parti qui avait largement progressé lors des dernières élections fédérales.
À l'issue du premier tour des élections, Christian Varone est distancé par plusieurs milliers de voix d'écart et renonce à se présenter au deuxième tour. Le Parti Libéral-Radical présente alors la candidature de Léonard Bender, ancien président du Parti. Chez Les Verts, Christophe Clivaz renonce lui aussi a se présenter au deuxième tour.
Les candidats sont les suivants :
| Nom et Prénom               | Nom de liste                 |
| --------------------------- | ---------------------------- |
| Jean-Michel Cina*           | Les partis C (CVPO)          |
| Maurice Tornay*             | Les partis C (PDCVR)         |
| Jacques Melly*              | Les partis C (PDCVR)         |
| Esther Waeber-Kalbermatten* | Parti Socialiste Valaisan    |
| Christian Varone            | PLR.Les Libéraux-Radicaux    |
| Oskar Freysinger            | Union Démocratique du Centre |
| Christophe Clivaz           | Les Verts                    |

### Premier tour
| Candidats          | Candidats                   | Liste                        | Suffrages |
| ------------------ | --------------------------- | ---------------------------- | --------- |
|                    | Oskar Freysinger            | Union Démocratique du Centre | 53 178    |
|                    | Jean-Michel Cina*           | Les partis C (CVPO)          | 50 256    |
|                    | Jacques Melly*              | Les partis C (PDCVR)         | 47 589    |
|                    | Maurice Tornay*             | Les partis C (PDCVR)         | 46 728    |
|                    | Esther Waeber-Kalbermatten* | Parti Socialiste Valaisan    | 35 491    |
|                    | Christian Varone            | Parti Libéral Radical        | 32 422    |
|                    | Christophe Clivaz           | Les Verts                    | 15 856    |
| Bulletins blancs   | Bulletins blancs            | Bulletins blancs             | 2 087     |
| Bulletins nuls     | Bulletins nuls              | Bulletins nuls               | 2 292     |
| Bulletins valables | Bulletins valables          | Bulletins valables           | 135 739   |
| Majorité absolue   | Majorité absolue            | Majorité absolue             | 67 870    |

### Deuxième tour
| Candidats          | Candidats                   | Liste                        | Suffrages |
| ------------------ | --------------------------- | ---------------------------- | --------- |
|                    | Oskar Freysinger            | Union Démocratique du Centre | 56 913    |
|                    | Esther Waeber-Kalbermatten* | Alliance de Gauche (SPO)     | 48 602    |
|                    | Jean-Michel Cina*           | Les partis C (CVPO)          | 46 369    |
|                    | Jacques Melly*              | Les partis C (PDCVR)         | 42 862    |
|                    | Maurice Tornay*             | Les partis C (PDCVR)         | 41 792    |
|                    | Léonard Bender              | Parti Libéral-Radical        | 29 874    |
| Bulletins blancs   | Bulletins blancs            | Bulletins blancs             | 666       |
| Bulletins nuls     | Bulletins nuls              | Bulletins nuls               | 2 324     |
| Bulletins valables | Bulletins valables          | Bulletins valables           | 127 948   |